# Liste der Kulturdenkmäler in Hirschthal (Pfalz)
In der Liste der Kulturdenkmäler in Hirschthal sind alle Kulturdenkmäler der rheinland-pfälzischen Ortsgemeinde Hirschthal aufgeführt. Grundlage ist die Denkmalliste des Landes Rheinland-Pfalz (Stand: 31. August 2023).

## Einzeldenkmäler
| Bezeichnung | Lage                | Baujahr | Beschreibung                                                                | Bild            |
| ----------- | ------------------- | ------- | --------------------------------------------------------------------------- | --------------- |
| Wohnhaus    | Hauptstraße 11 Lage | um 1800 | Unterstallhaus; Fachwerkhaus, teilweise massiv, um 1800                     | Fotos hochladen |
| Wohnhaus    | Hauptstraße 14 Lage | um 1800 | eingeschossiges Fachwerkhaus, um 1800; Gesamtanlage mit Wirtschaftsgebäuden | Fotos hochladen |
| Wohnhaus    | Hauptstraße 17 Lage | 1721    | Unterstallhaus; Fachwerkbau, teilweise massiv, bezeichnet 1721              | Fotos hochladen |